# Strömnäskyrkan
Strömnäskyrkan är en kyrkobyggnad i Piteå kommun.

## Kyrkobyggnaden
Kyrkan uppfördes år 1963 och byggdes ut år 1983 med sitt nuvarande kyrkorum, ritat av Heiko Becker-Sassenhof, en arkitekt född i Tyskland 1928 och som också har ritat bland annat Rosviks kyrka och Infjärdenkyrkan. Fram till år 2004 fungerade den som stadsdelskyrka i dåvarande Piteå Landsförsamling (numera Piteå församling, Luleå stift). I november 2007 förvärvades kyrkan av Pingstförsamlingen i Piteå som sedan övertagandet använder Strömnäskyrkan som namn på församlingen.